# جامعة لورانس
جامعة لورانس (Lawrence University) هي جامعة خاصة للفنون والآداب ومعهد موسيقي في أبليتون، ويسكونسن. تأسست عام 1847 وبدأت الدراسة فيها في 12 نوفمبر 1849. تأسست الجامعة على يد ويليام هاركنس سامبسون وهنري آر كولمان. تقدم الجامعة درجتين: بكالوريوس في الآداب وبكالوريوس في الموسيقى.

## تاريخ
تأسست الجامعة على يد ويليام هاركنس سامبسون وهنري آر كولمان عبر منحة بعشرة آلاف دولار منحها رجل الأعمال والسياسي آموس آدامز لورانس مع عشر آلاف دولار آخرين قدمتها الكنيسة الميثودية. وقد كان كلا المؤسسان، سامبسون وكولمان، كاهنان في الكنيسة الميثودية، إلا أن لورانس كان من الكنيسة الأسقفية. وبشكل مبدئي في عام 1847 سُميت الجامعة باسم معهد لورانس في ويسكونسن، لكن قبل بداية الدراسة في نوفمبر 1849، تغير الاسم إلى جامعة لورانس. تعتبر القاعة الرئيسية للجامعة هي أقدم بناء لا يزال موجودًا وقد تم بناؤه في عام 1853. كانت جامعة لورانس هي ثانية جامعة في الولايات المتحدة تعمل بنظام التعليم المختلط.
خلال الحرب العالمية الثانية، كانت الجامعة واحدة من بين 131 كلية وجامعة في الدولة شاركت في برنامج تدريب كليات البحرية V-12، والذي قدم للطلاب مسارًا للالتحاق بالقوات البحرية. كانت الفترة الأولى التي تطورت فيها الجامعة هي فترة رئاسة صمويل ج. بلانتز لثلاثين عامًا ما بين 1894-1924. وفي تلك الفترة وصل عدد الطلاب من 200 إلى 800. وفي عام 1913 وحتى 1964، سميت باسم كلية لورانس، للتأكيد على صغر حجمها وتركيزها على الفنون الحرة. عاد الاسم إلى جامعة لورانس عندما اندمجت مع كلية ميلووكي داونر. ثم اشترت ولاية ويسكونسن ممتلكات ومباني ميلووكي-داونر لتوسيع الحرم الجامعي لجامعة ويسكونسن-ميلووكي.
تأسس معهد لورانس للموسيقى، الذي يشار إليه عادة باسم كون (Con)، في عام 1874.

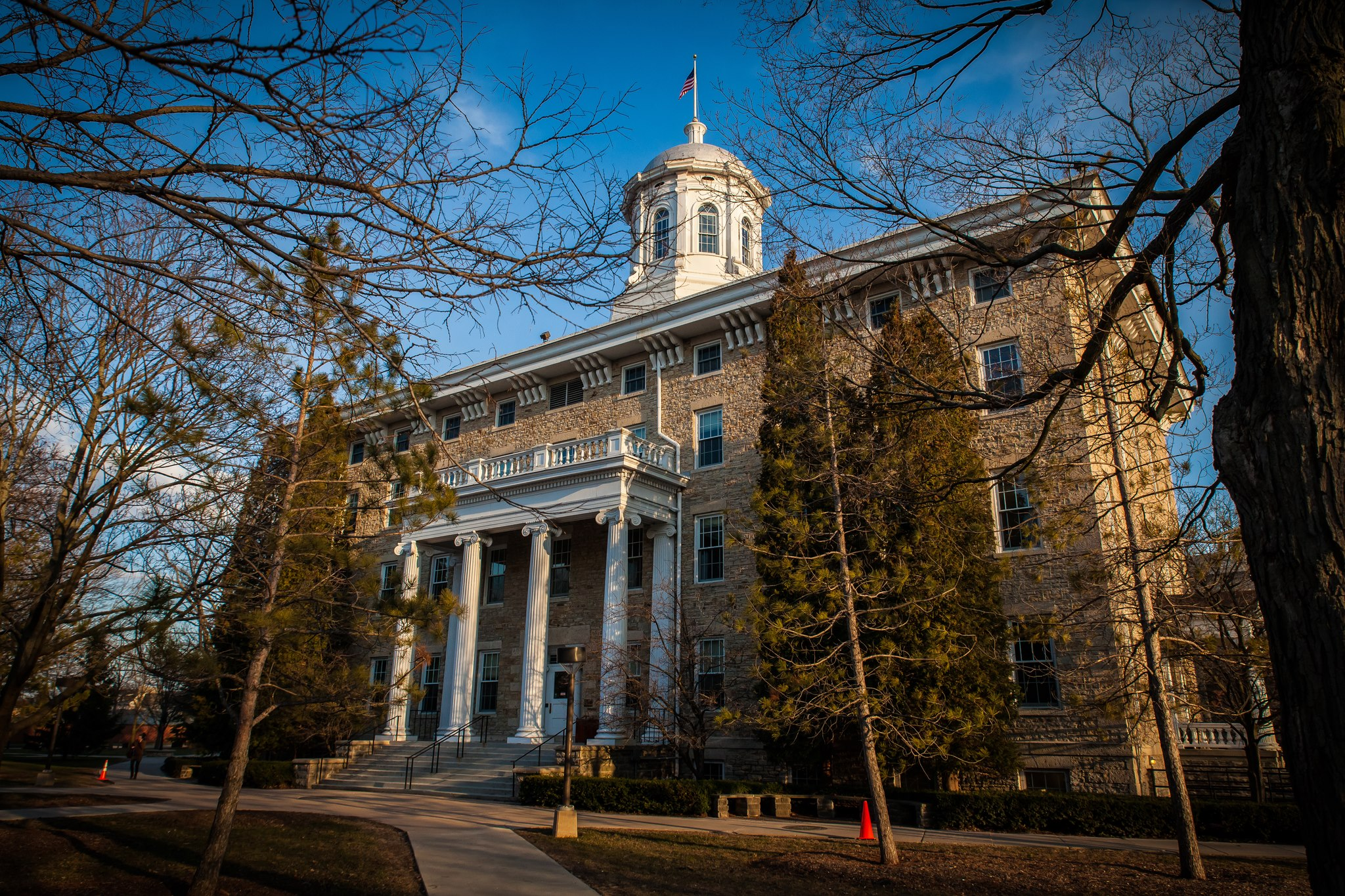
القاعة الكبرى لجامعة لورانس، مدرجة ضمن السجل الوطني للأماكن التاريخية في الولايات المتحدة

## حملات التبرعات
في عام 2005، أطلقت الجامعة حملة تبرعات بعنوان «المزيد من الضوء!»، والتي كانت تهدف إلى جمع 150 مليون دولار. بحلول 28 أكتوبر 2011، جمعت 160,272,839 دولار. في يناير من عام 2014، شرعت الجامعة في حملة تبرعات جديدة تسمى «كن الضوء!». عند اختتام الحملة في 31 ديسمبر 2020، تم جمع أكثر من 232,613,052 دولار.

## الإدارة

### رؤساء الجامعة
- 1849–1853 ويليام هاركنيس سامبسون، مدير
- 1853-1859 إدوارد كوك، رئيس
- 1859-1865 راسل زيلوتس ماسون، رئيس
- 1865-1879 جورج ماكيندري ستيل، رئيس
- 1879-1889 إلياس ديويت هنتلي، رئيس
- 1883-1889 برادفورد بول رايموند، رئيس
- 1889–1893 تشارلز ويسلي غالاغر، رئيس
- 1893 - 1894 ل. ويسلي أندروود، القائم بأعمال الرئيس
- 1894-1924 صمويل ج بلانتز، رئيس
- 1925-1937 هنري ميريت بريستون، رئيس
- 1937-1943 توماس نيكولز باروز، رئيس
- 1944–1953 ناثان مارش بوسي، رئيس
- 1954-1963 دوجلاس ميتلاند نايت، رئيس
- 1963-1969 كورتيس ويليام تار، رئيس
- 1969-1979 توماس س. سميث، رئيس
- 1979-2004 ريتشارد وارش، رئيس
- 2004-2013 جيل بيك، رئيس
- 2013-2021 مارك بورستين، رئيس
- 2021 - لوري كارتر، رئيس[10]

### رؤساء كلية ميلووكي داونر
- 1895-1921 إلين سابين
- 1921–1951 لوسيا راسل بريجز
- 1951-1964 جون جونسون